# Aíne Collins
Aíne Collins (irisch Áine Ní Choileáin; * 9. September 1969 in Banteer, County Cork) ist eine irische Politikerin und Mitglied der Fine Gael.

## Leben
Collins wuchs auf einem Bauernhof im nördlichen County Cork auf. Sie studierte an der University of East London und gebar dort  1989 ihre erste Tochter. Der Vater und Collins’ Lebensgefährte Dermot starb 1996.
Um 1999 kaufte sie einen kleinen Pub und machte sich selbstständig.
Bei den Wahlen zum Dáil Éireann 2011 wurde sie im Wahlkreis Cork North-West gewählt. Sie wurde jedoch 2016 nicht wiedergewählt. 2019 versuchte sie ohne Erfolg, in den Cork County Council gewählt zu werden. 2020 scheiterte ihr Versuch, in den Seanad Éireann gewählt zu werden.